# Tabernaemontana disticha
Tabernaemontana disticha är en oleanderväxtart som beskrevs av A.Dc.. Tabernaemontana disticha ingår i släktet Tabernaemontana och familjen oleanderväxter. Inga underarter finns listade i Catalogue of Life.